# Suthep Po-ngam

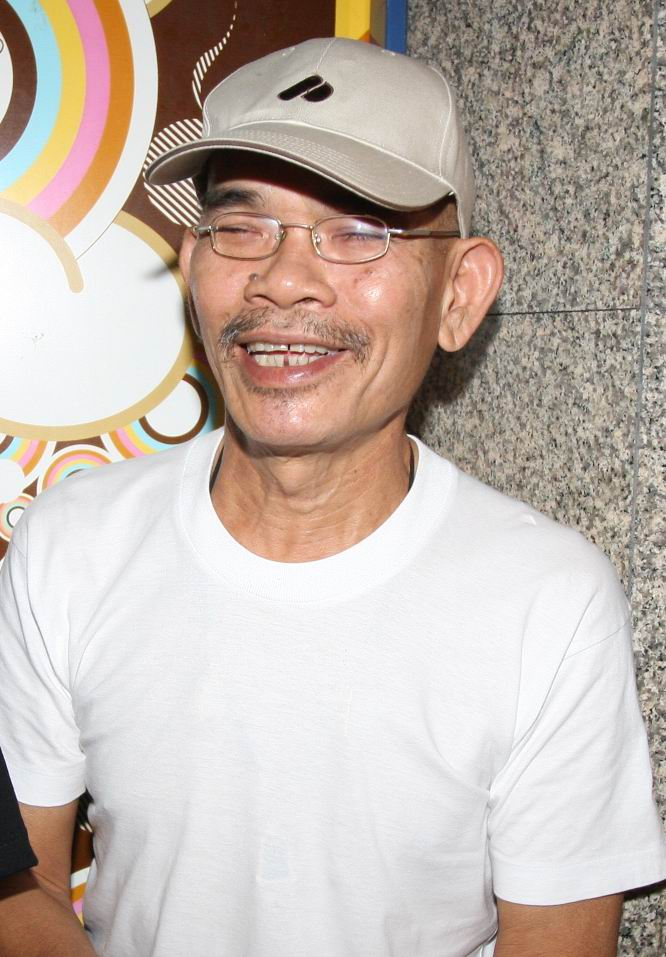
Suthep Po-ngam bij de viering van de zesde verjaardag van MTV Thailand

Suthep Po-ngam (Thai: สุเทพ โพธิ์งาม, ook bekend als Thep Po-ngam) is een Thais komiek, acteur, filmregisseur en scenarioschrijver. In Thailand is hij een geliefd komiek. In Killer Tattoo speelde hij bijvoorbeeld de leider van een groep onbeholpen huurmoordenaars. Samen met Petchtai Wongkamlao, die eveneens een rol had in deze film, leidde hij een komische groep.
In 2003 speelde hij "Thep" in Duk dum dui, een film waarin vier Thaise mannen naar Afrika gaan om een serie moorden op te lossen. Deze film regisseerde hij ook. In 2004 speelde hij in drie films, waaronder de rol van een zombiedoder in de horrorkomedie SARS Wars.

## Filmografie
- 2001: Killer Tattoo
- 2003: Rock Not Die
- 2003: Duk dum dui (2003) (regie, en de rol van Thep)
- 2004: The Groan
- 2004: Pad Thai Bride
- 2004: SARS Wars
- 2005: Dumber Heroes
- 2006: Thai Thief
- 2006: Khan Kluay
- 2007: Bus Lane